# Gondrexange
Gondrexange là một xã trong vùng Grand Est, thuộc tỉnh Moselle, quận Sarrebourg, tổng Réchicourt-le-Château. Tọa độ địa lý của xã là 48° 41' vĩ độ bắc, 06° 55' kinh độ đông. Gondrexange nằm trên độ cao trung bình là 270 mét trên mực nước biển, có điểm thấp nhất là 266 mét và điểm cao nhất là 319 mét. Xã có diện tích 22,88 km², dân số vào thời điểm 1999 là 459 người; mật độ dân số là 20 người/km². Xã nằm 11 km về phía tây nam của Sarrebourg.

## Thông tin nhân khẩu
| 1962 | 1968 | 1975 | 1982 | 1990 | 1999 |
| ---- | ---- | ---- | ---- | ---- | ---- |
| 480  | 508  | 526  | 469  | 435  | 459  |